# ひめじ別所駅
ひめじ別所駅（ひめじべっしょえき）は、兵庫県姫路市別所町別所字今池にある、西日本旅客鉄道（JR西日本）山陽本線の駅である。駅番号はJR-A82。「JR神戸線」の愛称区間に含まれている。
日本貨物鉄道（JR貨物）姫路貨物駅に隣接した地点に2005年3月1日に開業し、営業キロ上では姫路貨物駅と同一地点に存在する。このため、現業機関で使用される時刻表や行路表には「別所・姫貨」と表記される。

## 歴史
当駅が設置に至った理由は、姫路駅周辺の高架化工事のため、姫路駅の東側にあった姫路（貨物）駅の代替地として当地が選定され、1994年に姫路貨物駅が開業したのが発端である。
これを受けて姫路市では、当地を市の東部玄関口にふさわしい居住・商業・物流の拠点として整備する事業を立案推進し、1998年に姫路市により旅客駅が誘致され、2005年3月1日に当駅が開業した。

### 年表
- 1994年（平成6年）3月21日：姫路貨物駅が開設。
- 1998年（平成10年）：姫路市が、JR西日本に新駅開設を打診。
- 2003年（平成15年）10月12日：駅建設工事を開始。
- 2005年（平成17年）3月1日：ひめじ別所駅が山陽本線（JR神戸線）の曽根駅 - 御着駅間に新設される形で開設[1]。
- 2006年（平成18年）10月1日：JR京都・神戸線運行管理システム導入。
- 2007年（平成19年）3月18日：駅自動放送を更新。
- 2013年（平成25年）5月2日：自動改札機を新型に更新。
- 2015年（平成27年）
  - 3月12日：入線警告音見直しに伴い、接近メロディをJR神戸線標準接近メロディ「さざなみ」の音質見直し版に再変更[2]。
  - 3月13日：みどりの窓口の営業を終了。
  - 3月14日：みどりの券売機プラスを導入。
- 2018年（平成30年）3月17日：駅ナンバリングを導入[3]。
- 2023年（令和5年）9月12日：みどりの券売機プラスを撤去[4]。

## 駅構造

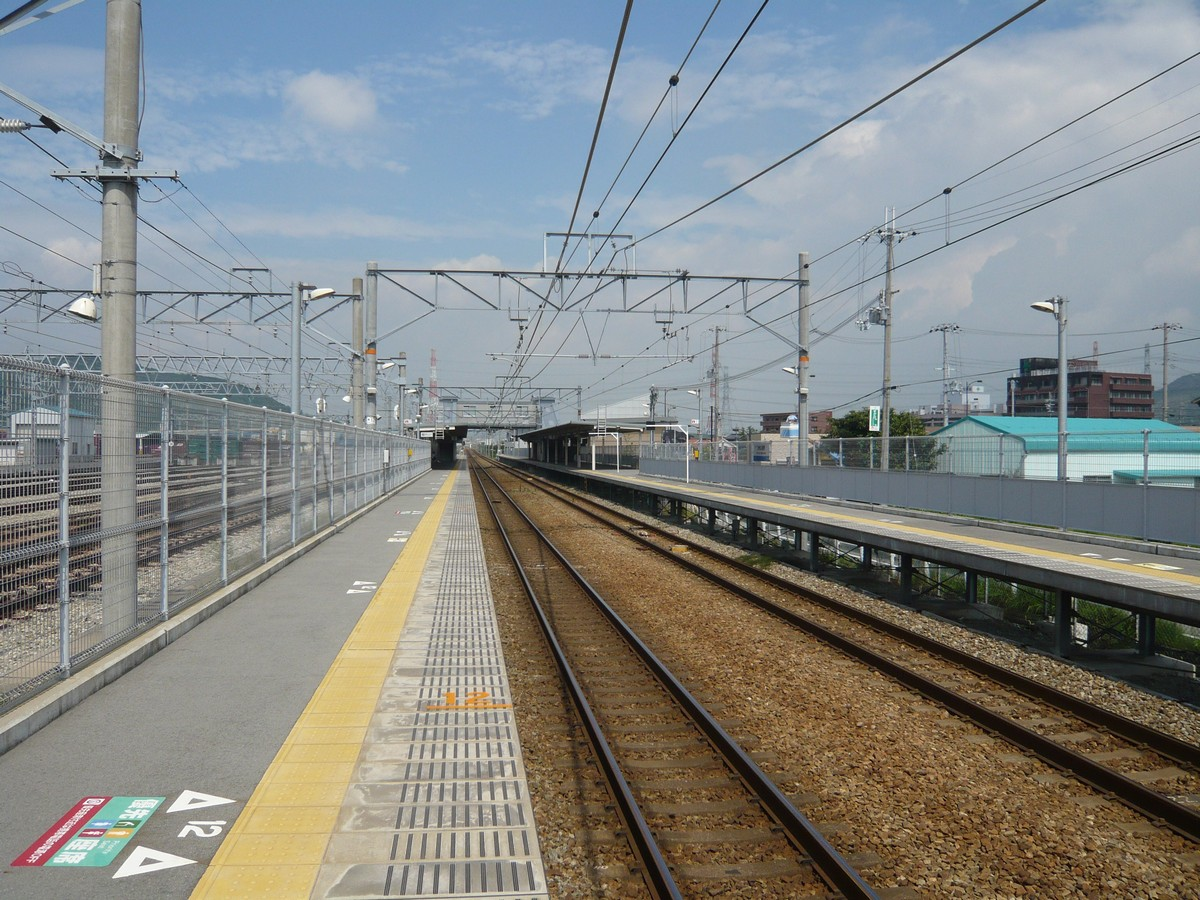
ホーム

12両編成対応の相対式ホーム2面2線の地上駅である。改札口は北側（上りホーム）に1ヶ所設置されている。南側に姫路貨物駅が併設されているため、北口のみの設置されている。互いのホームはエレベーターを併設した跨線橋で連絡されている。トイレは改札外に設置されている。
アーバンネットワークエリアに所属しており、ICOCA及び提携ICカードが利用出来る。駅業務はJR西日本交通サービスへ委託されており、姫路駅が当駅を管理している。
当駅で使用されている接近メロディは当駅が開業する前の1997年3月8日からJR神戸線内各駅で導入されている「さざなみ」に加え、列車接近表示器から、メリーさんの羊が流れる。

### のりば
| のりば | 路線     | 方向 | 行先             |
| ------ | -------- | ---- | ---------------- |
| 1      | JR神戸線 | 上り | 三ノ宮・大阪方面 |
| 2      | JR神戸線 | 下り | 姫路・上郡方面   |

- 上表の路線名は旅客案内上の名称（愛称）で表記している。

### ダイヤ
日中時間帯（11 - 15時台）は1時間に2本が停車する。朝夕時間帯は本数が多くなる。
三ノ宮・大阪方面上りは、一部を除いて加古川駅で新快速に連絡している（5・6時台の一部と21時台以降を除く）。列車種別は大半が西明石駅から快速であるが、22・23時台には西明石行普通列車が設定されている。
下り列車は大半が姫路行または網干行であるが、朝晩には上郡行や赤穂線直通の播州赤穂行が少数ながら設定されている。

## 利用状況
開業前の予想では1日平均約2,000人の乗降客を見込んでいた。
2023年度の1日平均乗車人員は1,918人である。
近年の1日平均乗車人員は以下の通り。
| 年度   | 1日平均 乗車人員 |
| ------ | ---------------- |
| 2004年 | 583              |
| 2005年 | 939              |
| 2006年 | 1,143            |
| 2007年 | 1,241            |
| 2008年 | 1,335            |
| 2009年 | 1,370            |
| 2010年 | 1,436            |
| 2011年 | 1,510            |
| 2012年 | 1,618            |
| 2013年 | 1,767            |
| 2014年 | 1,769            |
| 2015年 | 1,836            |
| 2016年 | 1,849            |
| 2017年 | 1,867            |
| 2018年 | 1,915            |
| 2019年 | 1,924            |
| 2020年 | 1,597            |
| 2021年 | 1,674            |
| 2022年 | 1,814            |
| 2023年 | 1,918            |

## 駅周辺
- 別所獅子舞いの石像 - 当駅正面のロータリーの中の緑地に設置されている。
- 姫路貨物駅（日本貨物鉄道） - 当駅の南側に隣接している。
- 国道2号
- 姫路市立東中学校
- 兵庫県立姫路別所高等学校
- 白陵中学校・高等学校
- ウシオ電機 播磨事業所
- ニチリン 姫路工場
- ウエルシア姫路別所店
- 姫路バイパス（別所パーキングエリア・別所ランプ）
- イオンタウン姫路別所ショッピングセンター（マックスバリュ姫路別所店） - 2006年8月に閉鎖した入浴施設の跡地に建設された。

## バス路線
最寄りのバス停は「別所駅」停留所である。
| 停留所名 | 運行事業者 | 路線名・系統・行先                |
| -------- | ---------- | --------------------------------- |
| 御着駅前 | 神姫バス   | 21系統：姫路駅（北口） / 夕陽ヶ丘 |

## 隣の駅
西日本旅客鉄道（JR西日本）
 JR神戸線（山陽本線）
■新快速
通過
■普通（西明石から快速）
曽根駅 (JR-A81) - ひめじ別所駅 (JR-A82)（姫路貨物駅） - 御着駅 (JR-A83)